# Botswana aux Jeux olympiques d'été de 2000
Le Botswana participe aux Jeux olympiques d'été de 2000 à Sydney. Sa délégation est composée de 7 athlètes répartis dans 2 sports et son porte-drapeau est Gilbert Khunwane. Au terme des Olympiades, la nation n'est pas à proprement classée puisqu'elle ne remporte aucune médaille. 

## Nombre d'athlètes qualifiés par sport
Voici la liste des qualifiés et sélectionnés Botswanais par sport (remplaçants compris) :
| Sport      | Hommes | Femmes | Total |
| ---------- | ------ | ------ | ----- |
| Athlétisme | 6      | 0      | 6     |
| Boxe       | 1      | 0      | 1     |

## Liste des médaillés botswanais
Aucun athlète botswanais ne remporte de médaille durant ces JO.

## Athlétisme

### Hommes
| Athlète                                                                      | Épreuve          | Séries        | Séries      | Quarts de finale | Quarts de finale | Demi-finales  | Demi-finales | Finale          | Finale  |
| Athlète                                                                      | Épreuve          | Temps         | Rang        | Temps            | Rang             | Temps         | Rang         | Temps           | Rang    |
| ---------------------------------------------------------------------------- | ---------------- | ------------- | ----------- | ---------------- | ---------------- | ------------- | ------------ | --------------- | ------- |
| Johnson Kubisa                                                               | 400 m            | 46 s 97       | 7e          | Eliminé          | Eliminé          | Eliminé       | Eliminé      | Eliminé         | Eliminé |
| Glody Dube                                                                   | 800 m            | 1 min 46 s 17 | 2e          | Non disputé      | Non disputé      | 1 min 44 s 70 | 3e           | 1 min 46 s 24   | 7e      |
| Tiyapo Maso                                                                  | Marathon         | Non disputé   | Non disputé | Non disputé      | Non disputé      | Non disputé   | Non disputé  | 2 h 38 min 53 s | 77e     |
| California Molefe Lulu Basinyi Johnson Kubisa Glody Dube Aggripa Matshamenko | Relais 4 × 400 m | 3 min 04 s 19 | 5e          | Non diputé       | Non diputé       | 3 min 05 s 28 | 6e           | Eliminé         | Eliminé |

## Boxe

### Hommes
| Athlète          | Catégorie    | 16e de finale        | 8e de finale        | Quart de finale     | Demi-finale         | Finale              |
| Athlète          | Catégorie    | Adversaire Résultat  | Adversaire Résultat | Adversaire Résultat | Adversaire Résultat | Adversaire Résultat |
| ---------------- | ------------ | -------------------- | ------------------- | ------------------- | ------------------- | ------------------- |
| Gilbert Khunwane | Poids légers | Défaite Mexique 5-17 | Eliminé             | Eliminé             | Eliminé             | Eliminé             |